# Paspalum glaucescens
Paspalum glaucescens är en gräsart som beskrevs av Eduard Hackel. Paspalum glaucescens ingår i släktet tvillinghirser, och familjen gräs. Inga underarter finns listade i Catalogue of Life.